# グリーゼ146
グリーゼ146とは、とけい座の方向に存在するスペクトル分類がK5Vの恒星である。44.4光年離れており、見かけの等級は+8.57である。グリーゼ146はHD 22496、HIP 16711、SAO-216392、LHS 1563とも呼ばれている。
太陽に対する相対速度は38.1km/sであり、銀河系の中心から20,800~25,400光年の範囲で、薄い円盤内に存在している。変光星である疑いがある。ヒアデス星団という散開星団に属しており、地球から50光年以内に存在する155個のK型星の1つである。
グリーゼ146は閃光星で、フレアの頻度の平均は1日あたり0.23フレアである。

## 惑星系
これは、塵円盤のある恒星を調査するSASSyで2009年に選択された500個の恒星の1つである。しかし、2015年のように、塵円盤はどの観測でも検出されなかった。
2021年に、ドップラー分光法を利用して海王星以下の質量の惑星グリーゼ146bが発見された。これは初めてESPRESSO単独の観測で発見された惑星である。
| 名称 （恒星に近い順） | 質量                     | 軌道長半径 （天文単位） | 公転周期 (日)     | 軌道離心率 | 軌道傾斜角 | 半径 |
| --------------------- | ------------------------ | ----------------------- | ----------------- | ---------- | ---------- | ---- |
| b                     | >5.57+0.73 −0.68, <16 M⊕ | 0.0510+0.0024 −0.0026   | 5.09071 ± 0.00026 | 0          | —          | —    |